# Consejo Nacional de Cataluña
El Consejo Nacional de Cataluña (en catalán: Consell Nacional de Catalunya) fue una entidad política catalana creada en el exilio en Francia en 1939 por el presidente de la Generalidad de Cataluña, Lluís Companys, y refundada en Londres al año siguiente bajo la presidencia de Carles Pi i Sunyer. 

## Historia
Tras la caída de Cataluña en febrero de 1939, el presidente de la Generalidad Lluís Companys fracasó en su intento de formar un nuevo gobierno catalán en el exilio a causa de la creciente hostilidad entre Esquerra Republicana de Catalunya y el PSUC, acrecentada por la firma del Pacto Germano-Soviético a finales de agosto. Así que optó por nombrar un Consell Nacional de Catalunya integrado por personalidades relevantes de la vida pública y bajo la presidencia de Pompeu Fabra. Junto con Fabra formaban parte del Consejo Santiago Pi i Sunyer, Josep Pous i Pagès, Antoni Rovira i Virgili y Jaume Serra i Hunter.
Tras la capitulación de Francia ante los alemanes Companys fue detenido y entregado a las autoridades franquistas. Fue sometido a un consejo de guerra sumarísimo que lo condenó a muerte siendo fusilado en Barcelona el 15 de octubre de 1940. La presidencia de la Generalidad la asumió entonces el vicepresidente segundo del Parlamento de Cataluña Josep Irla, al haberse retirado de la política el presidente Joan Casanovas y encontrarse en México el vicepresidente primero Jaume Serra i Hunter.
Un mes y medio antes de la ejecución de Companys, se constituyó en Londres otro Consejo Nacional de Cataluña (CNC), presidido por Carles Pi i Sunyer, y del que formaron parte Pere Bosch Gimpera, Josep Maria Batista i Roca, Josep Trueta, Ramon Perera y Fermí Vergés. El nuevo Consejo Nacional, al igual que el Consejo Nacional de Euzkadi creado dos meses antes e influido por éste, reivindicó la independencia de Cataluña, integrada en una confederación ibérica formada por cinco o seis estados soberanos, y rechazó el Estatuto de Autonomía de Cataluña de 1932 y la Constitución republicana del que emanaba.
El CNC fue reconocido como máxima autoridad política catalana en el exilio por las Comunidades Catalanas que se formaron en diversos países latinoamericanos, de las que la principal era la Comunitat Catalana de México, y que asimismo apoyaron su propuesta independentista. El CNC también fue reconocido por el Frente Nacional de Cataluña, fundado a finales de 1939, y que era la única organización nacionalista catalana que desarrollaba una actividad clandestina en el interior.
Sin embargo, en cuanto Esquerra Republicana de Catalunya (ERC) y Acció Catalana Republicana (ACR) se reorganizaron en el exilio volvieron a defender la vigencia del Estatuto de 1932, lo que supuso un choque frontal con el CNC y las Comunidades Catalanas, impulsores del independentismo. El conflicto estalló cuando en el otoño de 1942 llegó a México Miquel Santaló con el mandato del president Josep Irla de constituir una delegación de la Generalidad con el rango de gobierno catalán en el exilio, ya que el CNC desde su fundación se había presentado como gobierno de facto de Cataluña. Así ninguno de sus miembros se integró en la delegación, formada por Santaló, Antoni Maria Sbert, Josep Andreu Abelló, Jaume Aiguadé Miró y Pere Bosch Gimpera —este último, aunque había sido uno de los fundadores del CNC, hacía tiempo que se había pasado al bando «constitucionalista»—.
En 1944 el Consejo amplió su número para acoger representantes de los catalanes de América y constituyó una delegación allí. La nueva dirección quedó conformada por:
- Presidente: Josep Carner i Ribalta
- Vicepresidente: Manuel Serra i Moret
- Vocales: Salvador Armendares i Torrent, Baltasar Samper, Ferran Zulueta i Giberga, Hipòlit Nadal i Mallol, Joan de Garganta, Antoni Trias i Pujol, Santiago Pi i Sunyer, Josep Conangla i Fontanilles y Francesc Paniello i Grau.

El Consejo hizo una declaración política el 24 de agosto de 1944 propugnando la federación de los Países Catalanes en una confederación ibérica. Pero una vez liberada Francia en 1945, el presidente de la Generalidad Josep Irla i Bosch quiso reorganizar el Consejo como organismo unitario, pero se topó con la oposición de buena parte de Esquerra Republicana de Catalunya. Por este motivo Carles Pi i Sunyer disolvió el Consejo a pesar de la protesta pública de Josep Trueta y de diversas comunidades catalanas de América, partidarias de mantenerlo. El denominado Consell Nacional Català creado en 1953, pretendió recrear el Consejo Nacional.